# Ajuntament de Sant Cugat del Vallès
L'antic edifici de l'Ajuntament de Sant Cugat del Vallès va ser la seu de l'ajuntament de Sant Cugat del Vallès (Vallès Occidental) des de 1932 fins al 2007. És un edifici civil que forma part de l'Inventari del Patrimoni Arquitectònic de Catalunya, de planta rectangular format per planta baixa i dos pisos d'alçada. L'element més significatiu és la seva façana. En ella hi ha elements del repertori clàssic i del romàntic. Dominen els volums plans i la decoració es concentra en els balcons i portals. Hi ha elements clàssics: pilastres, columnes, cornises, frontó….però també elements de romanticisme neomedieval com pot ser la utilització en algunes finestres i la porta d'entrada de l'arc de mig punt. Les balustrades decoren els balcons i el coronament de la façana.
La plaça de Barcelona va ser urbanitzada el 1860 en un pla on hi havia hagut una bòbila. La plaça primer es va anomenar Plaça de Isabel II. L'edifici de l'Ajuntament fou un Restaurant- Cafetí anomenat Rin, i la façana fou construïda per aquest objecte.
Actualment, l'edifici de l'ajuntament és a la Plaça de la Vila, 1. Va ser inaugurat per el president de la Generalitat de Catalunya, José Montilla el 3 de juliol de 2007.